# Torre Olvidada
Torre Olvidada són les restes d'una talaia o torre òptica, que està situada en un promontori rocós, en el camí de Jaén a Arjona, a la província de Jaén, L'obra sol datar-se en la segona meitat del segle xiii, encara que la referència històrica més antiga existent correspon a la seva atribució, com a administrador, a l'Arxiprestat de Jaén, en 1311. Va ser construïda pels musulmans i reformada després de la seva conquesta pels castellans. Està declarada Bé d'Interès Cultural, conforme al decret de 22 d'abril de 1949.

## Descripció

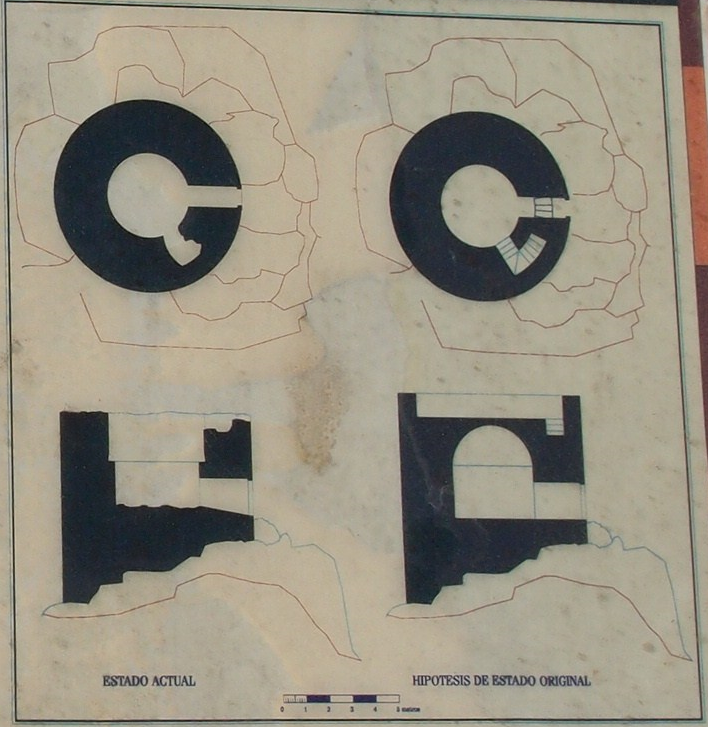
Hipotètica reconstrucció de l'estat original de la torre

Es tracta d'una torre amb forma de cilindre, amb 8 m de diàmetre i, actualment, uns 3,5 m d'altura. en el seu interior existeix una cambra, amb una escala encastada en el mur, que accedia al pis superior o terrassa, en el seu cas. El gruix del mur oscil·la entre els 2 i els 2,45 m. Alguns autors afirmen que aquesta estada estava coberta amb una cúpula o volta de mitjana taronja construïda amb maó, segons es dedueix de les arrencades d'aquesta.
Amb prou feines queden vestigis d'un terraplè coronat amb un ampit, i d'un petit fossat en el costat menys escarpat. La porta d'entrada és de llinda, emmarcada per grans pedres, i està sobreelevada del nivell del sòl, la qual cosa facilita la seva defensa. En els brancals de la porta estan tallades les pollegueres, les ranures i forats que rebien el barró de la porta. Però, excepte aquesta zona, amb pedra gairebé ciclòpia, la fortalesa està realitzada en paredat, a vegades de gran grandària (0,80 m en la base de la torre) tot i que, en general, més aviat menut. Subsisteixen algunes restes de revestiment exterior.

## Funció
Tenia una doble funció: assegurar un camí i avisar de la presència de l'enemic o d'altres perills. Des d'aquesta talaia, un vigilant-escolta pujava a la part posterior d'ella per una escala i, en cas de perill, feia senyals fumats al castell del Berrueco i a la resta de fortificacions integrades en la seva organització.
Enfront d'ella passava a l'Edat Mitjana un important camí, el que unia les ciutats de Jaén (Ŷaīyān) i Arjona (Qal' at Aryuna), dos nuclis amb els quals Torre Olvidada enllaçava visualment, així com amb altres fortificacions de la zona com el Berrueco, Fuerte del Rey, Atalayuelas, Cerro Miguelico, LaIglesia, etc. Important funció estratègica que ve marcada per la seva posició en el centre de la ruta arqueològica de les torrasses i enriscada en el punt més alt de la zona, un promontori rocós a 476 m d'altitud, al peu del qual discorre el rierol del Cortijo de la Piedra.